# لي روبرتس
لي روبرتس (بالإنجليزية: Lee Roberts)‏ هو ممثل أمريكي، ولد في 17 يونيو 1913 في الولايات المتحدة، وتوفي بنفس المكان في 24 أبريل 1989.

## وصلات خارجية
- لي روبرتس على موقع IMDb (الإنجليزية)